# Resolutie 157 Veiligheidsraad Verenigde Naties
Resolutie 157 van de Veiligheidsraad van de Verenigde Naties van 17 september 1960 werd door de VN-Veiligheidsraad
aangenomen met acht stemmen voor, de twee stemmen van Polen en de Sovjet-Unie tegen en met de onthouding van Frankrijk.

## Achtergrond
Na de onafhankelijkheid van Congo braken er onlusten uit en scheidde ook de provincie Katanga zich af. Dat gebeurde met ondersteuning van Belgische troepen. De VN drongen er bij België op aan dat het zijn troepen uit Congo terug zou trekken en daarna ook de troepen in Katanga terug zou trekken.

## Inhoud
De Veiligheidsraad had de kwestie op zijn agenda overwogen, en gaf zich er rekenschap van dat het gebrek aan unanimiteit tussen de permanente leden verhinderde dat de Veiligheidsraad zijn verantwoordelijkheid voor de internationale vrede en veiligheid kon nemen.
Besloten werd een speciale noodsessie van de Algemene Vergadering samen te roepen, zoals mogelijk gemaakt in haar resolutie 377 A (V) van 3 november 1950 om aanbevelingen te doen.

## Verwante resoluties
- Resolutie 145 Veiligheidsraad Verenigde Naties
- Resolutie 146 Veiligheidsraad Verenigde Naties
- Resolutie 161 Veiligheidsraad Verenigde Naties
- Resolutie 169 Veiligheidsraad Verenigde Naties

Lijst ·  133 ·  134 ·  135 ·  136 ·  137 ·  138 ·  139 ·  140 ·  141 ·  142 ·  143 ·  144 ·  145 ·  146 ·  147 ·  148 ·  149 ·  150 ·  151 ·  152 ·  153 ·  154 ·  155 ·  156 ·  157 ·  158 ·  159 ·  160